# Ґіджилпа
Ґіджилпа (Gidgealpa) — велике газоконденсатне родовище в Австралії.

## Історія
Відкрите в 1963, експлуатується з 1970.

## Характеристика
Початкові промислові запаси газу 94 млрд м3, конденсату 0,2 млн т. Приурочене до асиметричної антикліналі амплітудою 190 м, розміром 26х5 км. Виявлено бл. 15 продуктивних горизонтів в пермських відкладах на глиб. 2030—2289 м. Ефективна потужність 40 м; колектори піщані, відкрита пористість 9-23 %, проникність до 400 мД (середня 100 мД). Поклади комбіновані, пластово-склепінчасті. Початковий пластовий тиск 21,5 МПа, температура 105 °C. Густина конденсату 783 кг/м3.
Газопроводи до мм. Сідней і Аделаїда.